# Stenotaenia romana
Stenotaenia romana är en mångfotingart som först beskrevs av Filippo Silvestri 1895.  Stenotaenia romana ingår i släktet Stenotaenia och familjen storjordkrypare. Inga underarter finns listade i Catalogue of Life.